# Колонка (Альшеєвський район)
Коло́нка (рос. Колонка, башк. Колонка) — присілок у складі Альшеєвського району Башкортостану, Росія. Входить до складу Шафрановської сільської ради.
Населення — 3 особи (2010; 5 в 2002).
Національний склад:
- українці — 60 %
- росіяни — 40 %